# Cianogen
Cianogenul (numit și dician) este un compus chimic cu formula (CN)2. Este un gaz toxic incolor, cu un miros neplăcut. Moleculele de cianogen sunt alcătuite din două grupe -CN legate, în mod analog moleculelor diatomice de halogen (precum Cl2). Cele două grupe cian sunt legate între ele prin intermediul atomului de carbon: N≡C−C≡N, însă au mai fost identificați și alți izomeri.

## Obținere
Cianogenul se obține în general plecând de la cianuri. O metodă practică folosită în laborator presupune descompunerea termică a cianurii mercurice la dician (cianogen) și cianură mercuroasă:
2 Hg(CN)2  →  (CN)2  +  Hg2(CN)2
În mod alternativ, se poate reacționa o soluție de săruri de cupru divalent (cum ar fi sulfat de cupru, clorură de cupru (II), etc) cu cianuri, formându-se un cianura cuprică instabilă, care se descompune rapid în cianură cuproasă și cianogen.
2 CuSO4  +  4 KCN  →  (CN)2  +  2 CuCN  +  2 K2SO4

## Proprietăți

### Proprietăți chimice
Cianogenul este anhidrida oxamidei:
H2NC(O)C(O)NH2  →  NCCN  +  2 H2O
Oxamida se poate obține astfel prin hidroliza cianogenului:
NCCN  +  2 H2O  →  H2NC(O)C(O)NH2